# Pseudodicliptera
- Commons
- Wikispecies

Pseudodicliptera Benoist, segundo o Sistema APG II, é um género botânico pertencente à família Acanthaceae.

## Sinonímia
- Delphinacanthus Benoist

## Espécies
Apresenta quatro espécies:
- Pseudodicliptera coursii
- Pseudodicliptera humilis
- Pseudodicliptera longifolia
- Pseudodicliptera sulfureolilacina
- «Lista das espécies»

## Nome e referências
Pseudodicliptera Benoist em Humbert, 1939

## Classificação do gênero
| Sistema | Classificação                       | Referência            |
| ------- | ----------------------------------- | --------------------- |
| APG II  | Ordem Lamiales, família Acanthaceae | APweb, versão 9, 2008 |